# 071型揚陸艦
071型揚陸艦（ぜろなないちがたようりくかん、中国語: 071型船坞登陆舰）は、中国人民解放軍海軍のドック型輸送揚陸艦（LPD）の艦級。NATOコードネームは玉昭型（英: Yuzhao-class）。

## 設計
本型は、人民解放軍海軍として初のドック型揚陸艦である。またステルス性に配慮した設計から、しばしばアメリカ海軍のサン・アントニオ級と対比される。ただし建造価格は同級の3分の1程度といわれている。建造した滬東中華造船の親会社中国船舶工業集団のサイトでは、排水量はサン・アントニオ級と同等の25,000トンとされている。中国メディアのCGTNは、29,000トンで一回り大きいと報道した。
船型は商船ベース、係留装置も一般舶用品とみられている。艦首はバルバス・バウとされている。上部構造物は中央にまとめられており、その後端の2本の煙突は両舷側に寄せられている。
機関もサン・アントニオ級と同系列ながらよりバージョンが新しい、SEMT ピルスティク16PC2-6 V400ディーゼルエンジンを4基搭載し、減速機を介して2軸を駆動するCODAD方式とされている。

## 能力

### 輸送揚陸機能
一般的にはドック型輸送揚陸艦（LPD）として扱われるが、ウェルドックは艦全長の2⁄3（約140メートル）に達するとされており、比率としてはドック型揚陸艦（LSD）に近い。このため、大型艦の割には、搭載車両数などが少なくなっている。
このウェルドックには726型エアクッション揚陸艇（ACV）4隻が収容されるほか、揚搭作業用として、両舷のレセス内にLCVP 2隻も搭載している。また上部構造物後端にはハンガーを備え、その後方の艦尾甲板は広大なヘリコプター甲板とされている。Z-8輸送ヘリコプター（シュペル・フルロンの中国軍仕様）を通常2機、最大4機搭載可能とされている。
搭載能力は、海軍陸戦隊にして大隊規模で、装甲戦闘車両15〜20両および兵員500〜800名とされている。艦中部両舷には、人員や車両の揚降のためのサイドランプが備えられている。

### 個艦防御機能
個艦防御用としては、艦首甲板の甲板室上に60口径76mm単装速射砲（H/PJ-26）を、また上部構造物の中部・後端のそれぞれ両舷にH/PJ-13 30mmCIWSを1基ずつ備えている。個艦防空ミサイル・システムの搭載も噂されているが、2014年現在確認されていない。

## 同型艦

### 一覧表
| #                  | 艦名                  | 建造               | 起工               | 進水               | 就役               | 所属               |
| 中国人民解放軍海軍 | 中国人民解放軍海軍    | 中国人民解放軍海軍 | 中国人民解放軍海軍 | 中国人民解放軍海軍 | 中国人民解放軍海軍 | 中国人民解放軍海軍 |
| ------------------ | --------------------- | ------------------ | ------------------ | ------------------ | ------------------ | ------------------ |
| 998                | 崑崙山 (Kunlunshan)   | 滬東中華造船       | 2006年             | 2006年 12月21日    | 2007年 11月13日    | 南海艦隊           |
| 999                | 井崗山 (Jinggangshan) | 滬東中華造船       | 2009年             | 2010年 11月18日    | 2011年 10月30日    | 南海艦隊           |
| 989                | 長白山 (Changbaishan) | 滬東中華造船       | 2010年             | 2011年 9月26日     | 2012年 9月23日     | 南海艦隊           |
| 988                | 沂蒙山 (Yimengshan)   | 滬東中華造船       | 2013年             | 2015年 1月22日     | 2016年 2月1日      | 東海艦隊           |
| 980                | 龍虎山 (Longhushan)   | 滬東中華造船       |                    | 2017年 6月15日     | 2018年 9月12日     | 東海艦隊           |
| 987                | 五指山 (Wuzhishan)    | 滬東中華造船       |                    | 2018年 1月20日     | 2019年 1月12日     | 南海艦隊           |
| 986                | 四明山 (Simingshan)   | 滬東中華造船       |                    | 2018年 12月28日    | 2020年             | 東海艦隊           |
| 985                | 祁連山 (Qilianshan)   | 滬東中華造船       | 2018年 12月8日     | 2019年 6月6日      | 2020年             | 南海艦隊           |
| 990                |                       | 滬東中華造船       |                    | 2024年予定         | 2025年予定         | 東海艦隊           |
| 995                |                       | 滬東中華造船       |                    | 2024年予定         | 2025年予定         | 東海艦隊           |
| タイ海軍           |                       |                    |                    |                    |                    |                    |
| 792                | チャン (Chang)        | 滬東中華造船       |                    | 2021年 12月23日    | 2023年 4月25日     |                    |

### 運用史
1番艦「崑崙山」は、充実した搭載能力と航続距離、指揮管制能力を活かしソマリア沖海賊対策に従事することになり、2010年6月30日、蘭州級駆逐艦「海口」と第6次中国海軍派遣艦隊を編成、アデン湾へ派遣された。「崑崙山」には任務遂行のため、ロケット弾や機銃の搭載を可能とするための改装を実施したZ-8輸送ヘリコプター2機、726型エアクッション揚陸艇1隻、小型高速艇2隻が搭載された。
2番艦「井崗山」は2017年7月、中国がアフリカ東部に開設した初の海外基地であるジブチ保障基地へ駐留部隊を広東省湛江から輸送した。

### 輸出型
中国は071型をベースとした揚陸艦を東南アジアの新興海軍国へ輸出することを計画している。
071E型と呼称しており、上部構造物が小型化され、ヘリ甲板が延長されて駐機数が3機になる。また、近接防御システムも変更される。船体に余裕があることから、顧客に応じて他の兵装や電子装備の変更も可能としている。
2019年9月9日にタイ海軍との間で初の建造契約が調印されており、建造費はアメリカのサン・アントニオ級の18億ドル（2012年度）の7〜8分の1となっている。これまで中国から輸出された艦艇としては最大の排水量、タイ海軍としても最大の艦艇となる。2021年12月に1番艦「チャン」が進水。2023年1月4日に竣工後、タイに回航されて艤装が進められ、4月17日にタイ海軍に引き渡され4月25日に就役した。
タイの他にも、マレーシアやインドネシアなどが興味を示しているとしている。

## 登場作品

### 漫画
『空母いぶき』
曙光工程に際し海洋監視船・海警3901と共に尖閣諸島へ派遣され、海兵を上陸させて周辺の島々を占拠した。